# Робърт Лий
Робърт Едуард Лий (на английски: Robert Edward Lee, 19 януари 1807 – 12 октомври 1870 г.) е най-изтъкнатият генерал на силите на Конфедерацията в Американската гражданска война.
Той е син на генерал-майор Хенри Лий (1756 – 1818), губернатор на Вирджиния, и втората му съпруга Ан Хил Картър (1773 – 1829) и е потомък на сър Томас Мор и на крал Робърт II Шотландски по линията на Крофърдските графове. Отличник във военната академията Уест Пойнт, Лий се проявява като изключителен войник служейки в армията на САЩ в продължение на 32 години, включително в Мексиканско-американската война.
В началото на 1861 г. Лий се противопоставя на отцепването на Вирджиния от Съюза, но отхвърля предложението на президента Ейбръхам Линкълн да командва Армията на Съюза. Когато Вирджиния се отцепва през април 1861 г. Лий избира да последва щата си. Той първоначално служи като старши военен съветник на президента на Конфедерацията Джеферсън Дейвис. Първото полево назначение на Лий идва през юни 1862 г., когато поема командването на конфедеративните сили на изток, които той преименува на Армия на Северна Вирджиния.
Най-големите победи на Лий са в Седемдневните битки, втората битка при Бул Рън, битката при Фредериксбърг и битката при Чансълърсвил. За малко избягвайки поражението в битката при Антиетам през 1862 г. Лий е принуден да се върне във Вирджиния. Поражението му в битката при Гетисбърг през юли 1863 г. е повратна точка на войната, но командващият Армията на Съюза генерал Джордж Гордън Мийд не успява да се възползва от това и да довърши Лий, който успява да отстъпи във Вирджиния. През пролетта на 1864 г. новият главнокомандващ на армията на Севера генерал-лейтенант Юлисис Грант започва серия от походи целящи да изтощят армията на Лий. В кампанията в Пустошта през 1864 г. и в обсадата на Питърсбърг през 1864 – 65 г. Лий нанася големи поражения на по-голямата армия на Грант, но не успява да възстанови собствените си загуби. В началото на април 1865 г. обезкръвените сили на Лий, който през януари 1865 г. е повишен на поста главнокомандващ генерал на армиите на Юга, са отблъснати от окопите си около столицата на Конфедерацията Ричмънд, Вирджиния и Лий започва стратегическо отстъпление. Капитулацията на Лий на 9 април 1865 г. в съдебната зала в Апоматокс представлява предаване само на една от армиите на Юга, но Конфедерацията не може да се възстанови от удара и до юни 1865 г. капитулират и другите армии.
Победите на Лий срещу превъзхождащи го сили му спечелват трайна репутация като дързък и изобретателен полеви командир, но някои от стратегическите му решения като нахлуванията в Севера през 1862 и 1863 г. са критикувани от военни историци. В последните месеци на войната Лий въоръжава желаещи роби да се бият за неговата армия срещу получаване на свобода, но това не допринася за спасяването на Конфедерацията. След капитулацията Лий отхвърля желанието на някои южняци да започнат партизанска война и призовава за помирение между Севера и Юга.
Като президент на Колежа Уошингтън, Робърт Лий подкрепя програмата за Реконструкция, провеждана от президента Андрю Джонсън, но се противопоставя на предложенията да се даде свобода на гласуване на освободените роби, а бившите войници на Конфедерацията да бъдат лишени от нея. Той призовава за реинтегрирането на бившите бунтовници в политическия живот на страната. Лий се превръща в герой за Юга и популярността му расте след смъртта му през 1870 г. Той става икона на американското пълководско изкуство.

## Ранен живот
Робърт Лий е роден в плантацията Стратфорд Хол в окръг Уестморлънд, Вирджиния, пето дете на героя от гражданската война Хенри Лий III и Ан Хил (родена Картър) Лий. Предците на Лий по баща са сред първите заселници на Вирджиния. Майка му израства в плантацията Шърли, един от ней-елегантните домове във Вирджиния. Прапрадядо му по майчина линия Робърт Картър е най-богатият човек в тринадесетте колонии, когато умира през 1732 г. Хари Лий среща сериозни финансови затруднения поради провалени инвестиции и умира, когато Робърт е на единадесет годишна възраст, оставайки на семейството си големи дългове. Когато Лий е на три години по-възрастният му полубрат навършва пълнолетие и установява плантацията Стратфорд Хол като свой дом, при което останалата част от семейството се мести в Александрия, Вирджиния, където Робърт израства в домовете на роднини. Той посещава Александрийската академия, където получава класическо образование по програмата на квадривиума. Лий е считан за отличен ученик и се отличава по математика. Майка му, която е набожна християнка, го праща за религиозно образование в Христовата Епископална църква в Александрия.
Лий влиза в Американската военна академия в Уест Пойнт, Ню Йорк през 1825 г. и става първият кадет повишен в сержант на края на първата учебна година. Когато завършва през 1829 г. е начело на випуска по артилерия и тактика и заедно с четирима други курсанти не получава черни точки. Завършва на второ място във випуска от 46 души. Назначен е за почетен (временен) младши лейтенант в Инженерния корпус.

### Инженерна кариера
Робърт Лий служи само седемнадесет месеца във Форт Пуласки на остров Кокспър, Джорджия. През 1831 г. е прехвърлен във Форт Мънро на върха на Вирджинския полуостров, където играе важна роля в построяването на форта, както и на срещуположния Форт Калхун. Когато строежът е завършен през 1834 г. Форт Мънро е наречен „Гибралтар на залива Чесапийк“.
От 1834 до 1837 г. Лий работи в главната инженерна служба във Вашингтон и прекарва лятото на 1835 г., помагайки да се начертае границата между Мичиган и Охайо. През 1837 г. лейтенант Лий надзирава работата по строителството на пристанището в Сейнт Луис и инженерната работа по горните течения на Мисисипи и Мисури. Сред проектите, по които работи е проправянето на канал посредством експлозиви през бързеите при Де Мойн до Кеокук, Айова, където средната дълбочина на Мисисипи от 70 см е границата, до която мога да стигнат параходите. В резултат на работата си е повишен в чин капитан. През 1841 г. е прехвърлен във Форт Хамилтън в пристанището на Ню Йорк, където поема строежа на укрепления. В Епископалната църква Сейнт Джон служи като енорийски съветник.

## Брак и деца
По време на службата си във Форт Мънро Робърт Лий се жени за Мери Ана Рандолф Къстис (1808 – 1873) правнучка на Марта Уошингтън (доведена дъщеря на Джордж Уошингтън) от първия ѝ съпруг Дениъл Парк Къстис. Сватбата е на 30 юни 1831 г. в имението Арлингтън, дом на родителите ѝ точно срещу столицата Вашингтон. Войници от Трети артилерийски полк на САЩ служат като почетна стража на сватбата. Семейството има седем деца, три момчета и четири момичета:
- Джордж Уошингтън Къстис Лий (1832 – 1913) – служи като генерал-майор в Армията на Конфедерацията и адютант на президента Джеферсън Дейвис; женен, без деца.
- Мери Къстис Лий (1835 – 1918), неомъжена.
- Уилям Хенри Фицхю Лий (1837 – 1891) – служи като генерал-майор в Армията на Конфедерацията (в кавалерията); жени се два пъти и има деца от втория си брак. * Ан Картър Лий (1839 – 1862), неомъжена.
- Елеанор Агнес Лий (1841 – 1873), неомъжена.
- Робърт Едуард Лий младши (1843 – 1914), служи като капитан в Армията на Конфедерацията (Рокбриджка артилерия), жени се два пъти и има деца от втория си брак.
- Милдрид Чайлд Лий (1846 – 1905), неомъжена.

Всичките деца на Лий са погребани при родителите си в Параклиса Лий в Университета Уошингтън и Лий в Лексингтън, Вирджиния. Мери Къстис Лий посещава дома си за последен път, когато той се превръща в Националното гробище Арлингтън и е оскърбена от загубата.

## Мексиканска война, Уест Пойнт и Тексас
Робърт Лий се отличава в Мексиканско-американската война (1846 – 1848). Той е сред главните помощници на генерал Уинфийлд Скот при похода от Вера Круз до Мексико Сити. Допринася за няколко американски победи, откривайки пътища за нападение, които мексиканците не са защитили, защото са считали за непроходими. След битката при Черо Гордо на 18 април 1847 г. е повишен в чин почетен майор. Той се бие също в битките при Контрерас, Чурубуско и Чапултепек. По време на войната е повишен в чин временен полковник, но постоянният му чин си остава инженерен капитан до 1855 г., когато е прехвърлен в кавалерията.
След войната прекарва три години във Форт Карол в Балтиморското пристанище, а през 1852 г. става управител на военната академия в Уест Пойнт. Той разширява учебната програма и уеднаквява ранга на академията с най-добрите военни академии в Европа. Синът му е курсант в академията по време на неговия мандат и през 1854 г. завършва първи в своя випуск.
През 1855 г. Лий е назначен като подполковник с новосформирания Втори кавалерийски полк на САЩ. Приемайки повишението Лий напуска Инженерния корпус, в който е служил в продължение на 25 години. Полкът е дислоциран в Кемп Купър, Тексас под ръководството на полковник Албърт Джонстън и участва в отбраната на заселниците от атаките на апачите и команчите. Лий не е щастлив на новия си пост, тъй като семейството му не е с него, а жена му боледува.

## Робовладелец
Като член на неформалната аристокрация на Вирджиния Лий живее в близък контакт с робството преди да се присъедини към армията и притежава 5 – 6 роби. Когато тъстът му Джордж Уошингтън Парк Къстис умира през октомври 1857 г. Лий наследява 196 роби на плантацията в Арлингтън. Завещанието изисква робите да бъдат освободени в срок от максимум пет години. Поради дълговете на тъста си и ремонтите необходими на имотите му Лий решава да използва робите за работа на плантацията и да ги дава под наем на съседи за петте години, позволени от завещанието.
Лий се опитва да наеме някой фермер да се занимава с плантацията, но след като не успява, си взема двугодишен отпуск от армията, за да я управлява. На повечето роби е било казано, че ще бъдат освободени след смъртта на собственика си и те искат свободата си, някои се бунтуват. През 1859 г. трима роби, Уесли Норис, сестра му Мери и техен братовчед бягат на север, но са заловени на няколко километра от границата на Пенсилвания и са върнати обратно. След като са заловени робите са бити с камшик и изпратени да работят на железницата в Ричмънд и в Алабама. На 24 юни 1859 г. в. Ню Йорк Трибюн публикува две анонимни писма (датирани от 19 и 21 юни същата година), в които се твърди, че Лий лично е бил с камшик жената, след като други са отказали да го сторят. Лий пише на сина си Къстис „Н. Й. Трибюн ме нападна заради моето третиране на робите на дядо ти, но аз няма да отговоря. Той ми остави неприятно наследство.“ През 1866 г. Уесли Норис казва в интервю. че Лий е накарал полицая на окръга да ги върже и да удари 50 удара с камшик за мъжете и 20 за жената. Норис твърди, че Лий е накарал надзирателя да намаже раните им със саламура. Лий освобождава робите на тъста си на 29 декември 1862 г. след изтичането на петгодишния срок. В писмо от 1856 г. до съпругата си Лий пише:
В тази просветена епоха вярвам, че са малко хората, които няма да признаят, че робството като институция е морално и политическо зло в която и да е страна. Безполезно е да се впускам в подробности за вредите му. Аз мисля обаче, че то е по-голямо зло за белия човек, от колкото за черната раса и макар чувствата ми по-силно да са в подкрепа на вторите, съчувствието ми клони към първите. Черните се безмерно по-добре тук, отколкото в Африка, морално, социално и физически. Болезнената дисциплина, на която са подложени е необходима за обучението им като раса и се надявам, че ще ги подготви и води към по-добри неща. Колко дълго е нужно да бъдат в подчинение е известно на и отредено от Мъдрото Провидение.

## Харпърс Фери и Тексас, 1859 – 1861
Когато Джон Браун води група от 21 мъже (вкл. 5 негъра) и завладява федералния арсенал в Харпърс Фери, Вирджиния през октомври 1859 г., Лий е назначен за командир на частите на Мерилендското и Вирджинското опълчение, войници и морски пехотинци, за да потуши въстанието и да залови водачите му. Когато Лий пристига на място опълчението е обградило хората на Браун. На 18 октомври Браун отказва да се предаде, Лий напада и след триминутна схватка бунтовниците са заловени.
Когато Тексас се откъсва от Съюза през март 1861 г. генерал Дейвид Туигс предава 4000-те федерални войници, включително Лий и командира на Тексаския департамент на тексасците и е назначен за генерал на Конфедерацията. Лий се връща във Вашингтон и е повишен от президента Ейбръхам Линкълн в чин полковник и е назначен в първия кавалерийски полк през март 1861 г. Три седмици след повишението му Линкълн му предлага висш команден пост (с чин генерал-майор) в растящата Армия на Съюза за борба срещу отцепилите се Южни щати.

## Гражданска война
В личната си кореспонденция Лий осмива Конфедерацията, отхвърляйки отцепването като „революция“ и предателство спрямо усилията на основателите на САЩ. Командирът на Армията на Съюза, Уинфийлд Скот, казва на президента Линкълн, че иска Лий за висш команден пост. Лий казва, че е съгласен стига Вирджиния да остане в Съюза. Запитан от един от офицерите си дали ще се бие на страната на Съюза, или Конфедерацията, Лий отвръща „Аз никога няма да вдигна оръжие срещу Съюза, но може да се наложи да взема мускет за защита на родния ми щат, Вирджиния, в който случай няма да изменя на дълга си.“ След зова на Линкълн към армията да потуши бунта става ясно, че Вирджиния ще се отцепи, Лий отхвърля предложението на Линкълн на 18 април, напуска армията на 20 април, а на 23 април е назначен за командир на въоръжените сили на Вирджиния.
При образуването на армията на Конфедеративните американски щати Робърт Лий е назначен като един от петимата пълни генерали. Лий обаче носи само тризвездни полковнически пагони, еквивалентни на последния му чин в Армията на Съюза с мисълта да приеме генералски пагони в мирно време след като войната е била спечелена от Конфедерацията.
Първата задача на Лий е да командва Конфедеративните сили в западна Вирджиния, където търпи поражение в битката при Чийт Маунтин и е обвинен за неуспехите на Конфедерацията. След това е изпратен да организира защитата на бреговете на Северна и Южна Каролина и Джорджия, където е затруднен от липсата на ефективна флота. Отново търпейки нападки от вестниците той е назначен за военен съветник на президента на Конфедерацията Джеферсън Дейвис, бивш министър на войната на САЩ.

### Командир на Армията на Северна Вирджиния
През пролетта на 1862 г. по време на Полуостровната кампания, Съюзната Армия на Потомак под пълководството на генерал Джордж Макклелан напредва към Ричмънд от Форт Мънро, накрая достигайки източните покрайнини на Конфедеративната столица по поречието на р. Чикахомини. След раняването на генерал Джоузеф Джонстън в Битката при седемте бора на 1 юни 1862 г. Лий поема командването на Армията на Северна Вирджиния, първата му възможност да води армия на бойното поле. Уводни статии във вестници се противопоставят на назначението му поради опасения, че той няма да е достатъчно агресивен и ще чака Армията на Съюза да дойде при него. Рано през войните войниците му дават прякора „баба Лий“ заради вярата, че е плах командир. Той надзирава значително укрепване на Ричмънд през първите три седмици на юни, след което започва серия от нападения, Седемдневните битки, срещу силите на Макклелан. Атаките на Лий са съпътствани от големи жертви сред войниците му и тромаво тактическо командване от подчинените му, но агресивността му изнервя Макклелан, който надценява силите на Лий и отстъпва до точка на р. Джеймс, където Съюзните морски сили са в контрол. Тези успехи бързо носят промяна в общественото мнение и вестниците настройват тона си в съответствие с агресивността на Лий. До края на войната войниците му го наричат Марс Робърт.
След отстъплението на Макклелан Лий побеждава друга Съюзна армия във втората битка при Бул Рън през август 1862 г. под пълководството на ген. Джон Поуп. Лий нахлува в Мериленд, надявайки се да напълни запасите си и може би да повлияе на изборите за Конгреса в Севера с надеждата да се сложи край на войната. Хората на Макклелан откриват изгубена заповед, която разкрива плановете на Лий. Макклелан винаги преувеличавал силите на противника, но сега разбира, че южняците са разделени и може да бъдат унищожени при всеобща атака при Антиетам. Към Лий се присъединява ген.-м. Томас Стоунуол Джаксън и в най-кървавия ден на войната дотогава южняците устояват на атаките на Съюза. Лий оттегля изтощената си армия във Вирджиния, а президентът Линкълн използва случая, за да обяви Прокламацията за освобождение на робите, за да вземе превес над Конфедерацията в дипломатическо и морално отношение.
Разочарован от неспособността на Макклелан да унищожи Лий, Линкълн назначава Амброуз Бърнсайд за командир на Армията на Потомак. Бърнсайд нарежда атака през р. Рапаханок срещу Фредериксбърг. Загубата на време за построяване на мостове над реката осигурява на Лий предостатъчно време да организира силна отбрана и нападението на 12 декември 1862 г. е катастрофа за Съюза. Пехотните щурмове заповядани от Бърнсайд са подложени на съкрушителен артилерийски и пушечен огън от прикрити позиции на южняците. Бърнсайд губи почти 13 000 мъже, а Лий малко над 5000. Линкълн сменя Бърнсайд с Джоузеф Хукър. Напредването на Хукър срещу Лий през май 1863 г. при Чансълърсвил е спряно от дръзкия план на Лий и Стоунуол Джаксън да разделят армията на Хукър и да го атакуват по фланга. Това е победа срещу превъзхождаща сила, но най-добрият генерал на Лий, Джаксън, е застрелян по погрешка през нощта от собствените си войници и скоро след това умира от пневмония.

### Битка при Гетисбърг
През лятото на 1863 г. Лий отново нахлува в Севера, надявайки се, че победа на Юга може да накара политиците във Вашингтон да преговарят за мир. Млада пенсилванка, наблюдаваща Лий да минава покрай нея казва „Ще ми се да беше от нашите.“ Той среща Армията на Потомак при Гетисбърг на 1 юли в началото на юли в тридневна битка, която ще се окаже най-голямата в историята на Западното полукълбо, както и повратна точка във войната. Кавалерийският полк на ген.-м. Джеймс Е. Б. Стюарт отсъства, което не позволява на Лий добре да се информира за положението и силата на противника и за топографията на терена. Той е принуден да даде генералното сражение при Гетисбърг по стечение на обстоятелствата – след като авангардът му съставен от дивизиите на ген.-м. Хенри Хет и ген.-м. Уилям Пендър влизат в бой със Съюзната кавалерийска дивизия на бриг. ген. Джон Бюфорд и изблъскват силите на Съюза на височините южно от града, където привечер пристига цялата Армия на Потомак под пълководството на новия си командир генерал-майор Джордж Гордън Мийд. Лий дава заповед на ген.-м. Ричард Юел „да завземе хълма окупиран от врага, ако го намери за осъществимо, но да избегне генерално сражение до идването на другите дивизии от армията.“ Юел не прави опит, което се счита за един от най-големите пропуски по време на битката. На втория ден от битката действията на войските на Лий не са добре координирани и не водят до успех, а решението му на третия ден да заповяда масивно челно настъпление – Щурмът на Пикет – коства тежки загуби на армията на Конфедерацията и води до поражение. Лий среща отстъпващата си армия и казва „Аз съм виновен за всичко“. Принуден е да отстъпи и въпреки наводнените реки, които блокират пътя му, той успява да избяга от неефективното преследване на Мийд. На 8 август 1863 г. Лий изпраща оставката си на президента Дейвис, но тя е отхвърлена. през есента Лий и Мийд водят още две битки, които малко променят стратегическото положение. Армията на Конфедерацията никога не се възстановява от големите загуби претърпени в тридневната битка при Гетисбърг. Историкът Шелби Фуут казва „Гетисбърг е цената, която Югът плаща за това, че има Лий за командир.“

### Юлисис Грант и офанзивата на Севера
През 4 май 1864 г. новият главен генерал на Съюза Юлисис Грант започва офанзива със 120 000 души (вкл. кочияши и др.) срещу Лий, който има 66 000 войници. Лий води отбранителна кампания в Пустошта (май-юни), но Грант постепенно напредва в територията на Вирджиния. Грант накрая измамва Лий като тайно прекарва войската си през р. Джеймс. След отблъскването на Съюзна атака срещу жизненоважната за защитата на Ричмънд железопътна гара Питърсбърг, хората на Лий изграждат комплекс от окопи и са обсадени в Питърсбърг (юли 1864 г.). От военна гледна точка за Лий би било по-изгодно да изостави Питърсбърг и Ричмънд и да се оттегли на по-силна позиция на р. Роанок, но е принуден да защитава столицата Ричмънд поради настояване на конфедеративното правителство. Лий се опитва да разбие обсадата изпращайки ген.-м. Джубал Ърли на набег в долината Шенандоа срещу Вашингтон, но още отрано е отблъснат от превъзхождащите сили на ген.-м. Филип Шеридан. Обсадата на Питърсбърг продължава от юни 1864 г. до март 1865 г., а армията на Лий се смалява от дезертиращи обезверени южняци.

### Главнокомандващ генерал
На 31 януари 1865 г. Лий е назначен за главнокомандващ генерал на Юга. Той подкрепя набирането на роби в армията в замяна за тяхната и на семействата им свобода. Първите части са в процес на обучение, когато войната приключва. На 2 април 1865 г. нападението на Грант срещу Питърсбърг е успешно срещу оредялата и изнемощяла армия на Юга. Лий изоставя Ричмънд и отстъпва на запад. Междувременно ген.-м. Уилям Текумзе Шърман е завладял Савана, Джорджия и преследва ген. Джонсън в неговото отстъпление към Северна Каролина и Вирджиния. Лий се опитва да се съедини с Джонсън южно от р. Роанок, но войските на Грант не му позволяват това. Войската му (10 000 души) е обкръжена и той се предава на Грант на 9 април 1865 г. в съдебната зала на Апоматокс, Вирджиния. Другите армии на Юга последват и войната приключва. В деня след предаването си Лий се сбогува с армията си с обръщение.
Лий отхвърля предложението да се води партизанска война срещу Севера и казва: „Тъй че вместо да участвам във война за запазване на робството, аз се радвам че робството е премахнато. Вярвам, че това ще бъде до голяма степен в интереса на Юга.“

## След войната
Имота на Робърт Лий и съпругата му е завладян от армията на Съюза и става част от националното гробище Арлингтън. След капитулацията си Лий прекарва два месеца в къща под наем в Ричмънд, след което се мести в къщата на надзирателя в плантацията на свой приятел в Картърсвил, Вирджиния. Докато живее в провинцията Робърт Лий пише на сина си, че би искал да има собствена ферма, но след няколко седмици получава предложение да служи като президент на Колежа Уошингтън (дн. Университет Уошингтън и Лий) в Лексингтън, Вирджиния. Лий приема и служи на поста от 2 октомври 1865 г. до смъртта си. Той преобразява колежа от малко, незабележимо заведение в един от първите американски колежи, предлагащи курсове по бизнес, журналистика и испанска филология. Той въвежда понятието за честта на всеки студент: „Ние имаме само едно правило и то е, че всеки студент е джентълмен.“, което се следва и до днес в университета, както и в някои други, все още запазили почетната система. Лий привлича студенти както от Юга, така и от Севера. Той многократно изключва бели студенти в колежа си заради насилие от тяхна страна спрямо местни негри.

### Политика
Лий, който се противопоставя на отцепването и е в повечето случаи безразличен към политиката преди войната, подкрепя програмата за Реконструкция на президента Андрю Джонсън, въведена през 1865 – 66 г., но се противопоставя на Радикалната програма за реконструкция, която влиза в сила през 1867 г. През февруари 1866 г. е привикан да свидетелства пред Общата конгресна комисия за реконструкцията във Вашингтон, където изразява подкрепа за плановете на президента Андрю Джонсън за бързото възстановяване на бившите Конфедеративни щати и застъпва позицията, че трябва да бъде върнато статуквото от преди войната, с изключение на робството. Лий казва: „Всеки, с който общувам изразява любезни чувства към освободените. Те желаят да ги видят да се оправят в света и особено да се заемат с някакъв поминък, да започнат някаква работа.“ Лий обаче се противопоставя на даването на право на глас на освободените роби: „Моето собствено мнение е, че на този етап те не могат да гласуват интелигентно и предоставянето им на правото на глас ще доведе до голямо количество демагогия и ще доведе до неудобни положения в много случаи“.
Заедно с 31 други бивши отцепници Лий подписва писмо в подкрепа на кандидата на Демократическата партия за президент на САЩ през 1868 г. Хорейшо Сиймур, който се изправя на изборите срещу врага на Лий от преди няколко години Юлисис Грант. Писмото е публикувано в многобройни вестници. То изразява бащина загриженост за негрите и се противопоставя на даването на политическа власт в ръцете им, тъй като „те нямат нито интелигентността, нито другите квалификации, които са необходими, за да може спокойно да им бъде предоставена политическа власт.“ През 1869 – 70 г. Лий е водач на успешните усилия да се основат финансирани от държавата училища за негърски деца. В личната си кореспонденция той скастря бившите си събратя по кауза Джеферсън Дейвис и Джубал Ърли заради честите им гневни отговори срещу възприемани за обиди действия от страна на Севера.
Лий кандидатства, но никога не получава амнистията, предлагана на бившите бунтовници, които са се заклели във вярност към САЩ. Попълненият от него формуляр е предаден на държавният секретар Уилям Сюърд, който помислил, че въпросът е бил решен от някой друг и че това е лично копие и го сложил чекмеджето на бюрото си, където било открито десетилетия по-късно. Лий вярвал, че липсата на отговор от правителството означава, че то си запазва правото да го даде под съд в бъдеще. Неговият пример за искане на амнистия е последван от много други южняци.

### Смърт
На 28 септември 1870 г. Робърт Лий получава сърдечен удар, който му отнема способността да говори. Той умира от пневмония в 9 часа на 12 октомври 1870 г. в Лексингтън, Вирджиния. Погребан е в Параклиса Лий в Университета Уошингтън и Лий, където останките му се намират и до днес.
През декември 1882 г. Върховният съд на САЩ връща имота на сина му с 5 срещу 4 глас, решавайки, че имота е конфискуван неправомерно, а на 3 март 1883 г. Конгреса го купува за $ 150 000.
Гражданските права на Робърт Лий са възстановени с обща резолюция на Конгреса на САЩ валидна от 13 юни 1975 г. на 5 август 1975 г. президента Джералд Форд подписва акт за помилване, признавайки откритието на текста на клетвата за вярност към САЩ на Лий, открита в Националните архиви от Елмър Орис Паркър през 1970 г.

## Наследство
Днес сред почитателите на Изгубената кауза Робърт Лий е известен като „Мъжът от мрамор“. През 1870 г. параходът Робърт Е. Лий печели надпревара по р. Мисисипи от Ню Орлиънс до Сейнт Луис срещу парахода Начез VI. През 1900 г. Лий е избран за един от 29-имата членове на Залата на славата за велики американци в Бронкс, Ню Йорк. В някои от щатите на Юга рожденият му ден е почитан като празник. Във Вирджиния се отбелязва денят на Джаксън-Лий всеки януари в петък преди третият понеделник.
Лий е изобразен на огромен барелеф на Стоун Маунтин близо до Атланта, Джорджия заедно с Джеферсън Дейвис и Томас Стоунуол Джаксън. Тримата са изобразени на коне, яздейки от дясно наляво насред планината. Долната част на конете се слива с планината. Тримата ездачи държат шапките си в ръцете си. Това е най-големият подобен барелеф в света. Негови статуи се намират в Далас, Тексас, на Гетисбъргското бойно поле, в Ричмънд и Шарлътсвил, Вирджиния и Ню Орлиънс, Луизиана. На него са кръстени окръзи, улици и училища. През 1958 г. е пусната на вода подводницата на САЩ Робърт Е. Лий.